# 巴格虎耳草
巴格虎耳草（学名：Saxifraga parkaensis）为虎耳草科虎耳草属下的一个种。

## 扩展阅读
- 維基物種上的相關：巴格虎耳草